# Volveréis
Volveréis (conocida como Septembre sans attendre en Francia) es una película hispano-francesa de comedia dramática de 2024, dirigida por Jonás Trueba, quien la coescribió junto a los actores Itsaso Arana y Vito Sanz, los cuales también protagonizan la película. Tuvo su estreno mundial en el Festival de Cannes el 20 de mayo de 2024. Después, tuvo su estreno en Francia el 28 de agosto de 2024, con distribución de Arizona Distribution, y su estreno en España dos días después, el 30 de agosto de 2024, con distribución de Elastica Films.

## Trama
Después de 15 años juntos, Ale (Itsaso Arana) y Álex (Vito Sanz) tienen una idea que podría parecer absurda: organizar una fiesta para celebrar su ruptura. Este anuncio deja perplejos a sus seres queridos, pero ellos se mantienen firmes en la decisión de separarse.

## Reparto
- Itsaso Arana como Ale
- Vito Sanz como Álex

## Producción
En octubre de 2023, el director de fotografía Santiago Racaj anunció que estaba en la recta final del rodaje de la nueva película de Jonás Trueba, Volveréis, de la cual él era el director de fotografía. En diciembre de 2023, se reveló que le película sería una comedia y que estaría protagonizada por Itsaso Arana y Vito Sanz. Aunque se desconoce el presupuesto total de la película, ésta recibió 365.750 euros procedentes de las ayudas generales del ICAA.

## Lanzamiento
En abril de 2024, se anunció que la película tendría su estreno mundial en el Festival de Cannes el 20 de mayo de 2024. En diciembre de 2023, se anunció que Elastica Films había adquirido los derechos para distribuir Volveréis en España. En julio de 2024, la distribuidora lanzó el tráiler español de la película y programó su estreno para el 30 de agosto de 2024. En Francia, la distribuidora Arizona Distribution adquirió la película para dicho país, y luego programó su estreno para el 28 de agosto de 2024.